# Орголайнен, Александр Арович
Орголайнен, Александр Арович (род. 10 октября 1954, Конево, Вологодская область) — государственный деятель, депутат Государственной думы третьего и четвертого созывов.

## Биография
В 1996 году избран депутатом Законодательного Собрания Вологодской области, являлся председателем Комитета по вопросам местного самоуправления, совмещая эту должность с хозяйственной деятельностью.
В 1998 году избран заместителем председателя Законодательного Собрания Вологодской области.

### Депутат госдумы
В 1999 году избран депутатом Государственной Думы третьего созыва по Череповецкому одномандатному округу № 73 (Вологодская область). Член Комитета по бюджету и налогам, членом Комиссии по защите прав инвесторов Государственной Думы, входил в состав депутатской группы «Народный депутат».
В 2003 году избран депутатом Государственной Думы четвёртого созыва от избирательного округа № 75 (Череповецкий округ, Вологодская область). Заместитель председателя Комитета ГД по конституционному законодательству и государственному строительству.
Награждён в 2005 году медалью ордена «За заслуги перед Отечеством» II степени.